# Lescuraea secunda
Lescuraea secunda är en bladmossart som beskrevs av Johann Franz Xaver Arnold 1898. Lescuraea secunda ingår i släktet bågmossor, och familjen Leskeaceae. Inga underarter finns listade i Catalogue of Life.